# Сірецький Богдан
Богда́н-Юрій Сіре́цький (1907–1943, Дніпропетровськ) — студентський і громадський діяч на Буковині, син Олени Сірецької; гімназійний учитель. Один з провідників українського націоналізму в Буковині.

## Життєпис
Організатор і кошовий Пласту на Буковині (1930-і pp.), діяч академічного товариства «Чорноморе» в Чернівцях. З 1934 року член таємної військової молодіжної організації Українське лицарство «Залізняк».
Керівник Південної похідної групи ОУН-м, що складалася переважно з буковинців і йшла з Вінниці в напрямку Балта–Одеса–Миколаїв. Більшість його групи була розстріляна німцями у Миколаєві, але Богдану Сірецькому вдалося уникнути миколаївських репресій і дійти до визначеного ОУН пункту, загинув вже у 1943 р. у Дніпропетровську.